# Mike Stokey

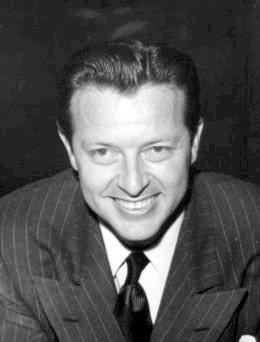
Mike Stokey, Aufnahme entstand zwischen 1947 und 1959

Michael „Mike“ William Stokey (* 14. September 1918 in Shreveport, Louisiana; † 7. September 2003 in Las Vegas, Nevada) war ein US-amerikanischer Fernsehmoderator, Fernseh- und Filmproduzent, Drehbuchautor und Schauspieler.

## Leben

### Privates
Stokey besuchte das Los Angeles City College. Von 1943 bis 1948 war er mit der Schauspielerin Pamela Blake verheiratet. Das Paar hatte zwei Kinder, den Schauspieler Mike Stokey II (* 1946) und eine Tochter. Ab 1955 befand er sich in zweiter Ehe, die allerdings ebenfalls geschiedenen wurde. Auch aus dieser Beziehung stammten zwei Kinder, ein Sohn und eine Tochter, die Schauspielerin Susan „Suzy“ Stokey. Er hatte drei Enkelkinder, darunter Emily Goglia und Juliette Goglia, die ebenfalls Schauspielerinnen sind.

### Karriere
Er begann seine Karriere als Personalansager bei NBC Radio. Später wechselte er in die Fernsehproduktion. Er war Präsident der Academy of Television Arts & Sciences, die den Emmy vergibt. In den 1940er Jahren und 1955 verkörperte er Nebenrollen in verschiedenen Spielfilmen. Ende der 1940er Jahre war er Produzent der Filme Armchair Detective und The Christmas Carol. Er moderierte die Spielshow Pantomime Quiz (später Stump the Stars) von 1947 bis 1970 in insgesamt 209 Ausgaben. Daneben moderierte er weitere Sendungen und Events hauptsächlich auf dem Sender KTLA. 1998 zog er nach Las Vegas, um sich dort zur Ruhe zu setzen.
Stokey verstarb eine Woche vor seinem 85. Geburtstag an den Komplikationen einer Lebererkrankung.

## Filmografie (Auswahl)

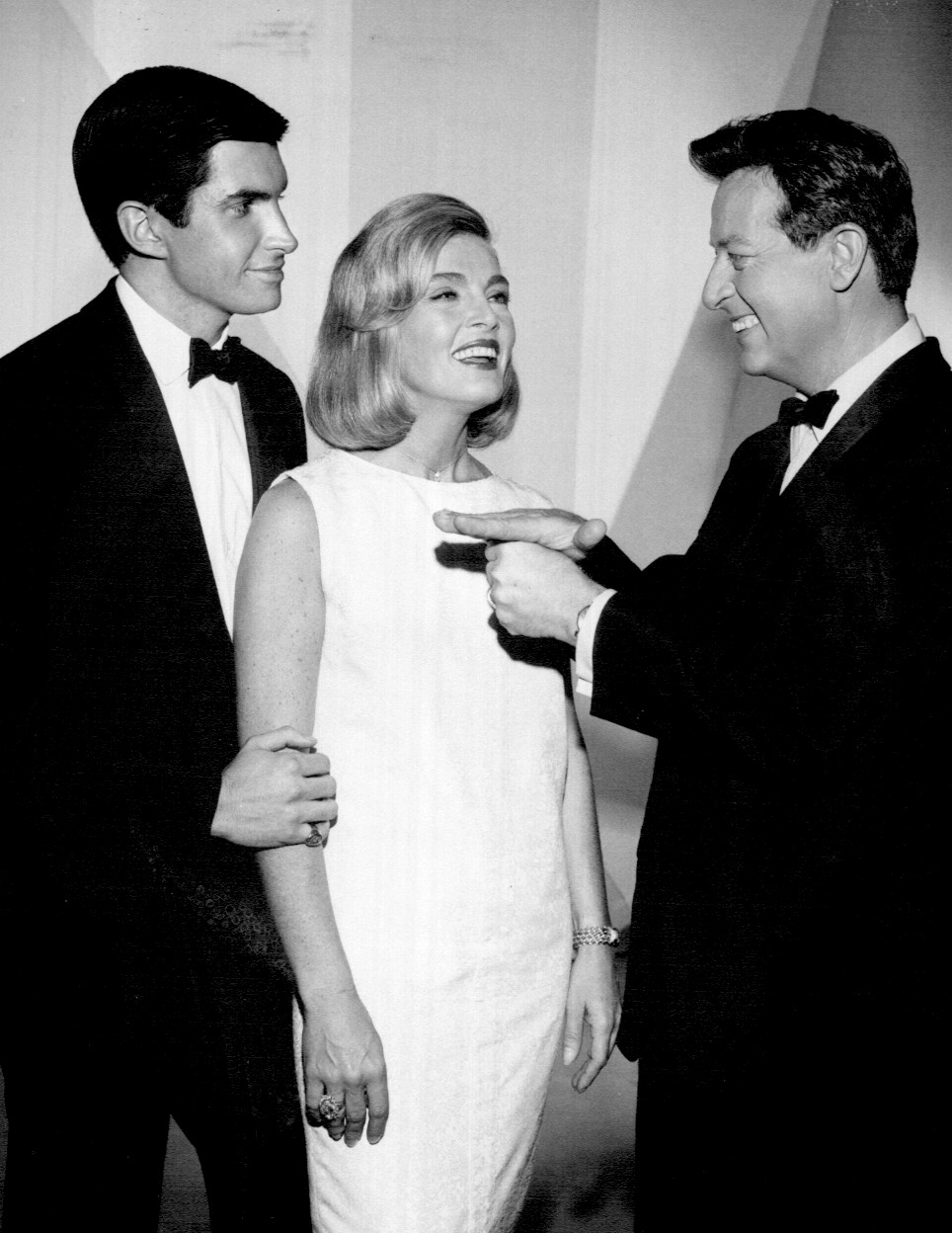
Mike Stokey (rechts) mit George Hamilton und Lizabeth Scott (1963)

### Produktion
- 1949: Armchair Detective (Fernsehserie)
- 1949: The Christmas Carol (Kurzfilm)
- 1950–1963: Pantomime Quiz (Fernsehsendung, 40 Episoden)

### Drehbuch
- 1962–1963: Pantomime Quiz (Fernsehsendung, 5 Episoden)
- 1963–1964: Don't Say a Word (Fernsehsendung, 27 Episoden)

### Schauspiel
- 1946: Swell Guy
- 1947: I'll Be Yours
- 1947: Time Out of Mind
- 1947: Ein Doppelleben (A Double Life)
- 1947: Der Senator war indiskret (The Senator Was Indiscreet)
- 1948: Are You with It?
- 1955: Escape from Terror (Flugten til Danmark)